# Villevêque
Villevêque és un municipi francès situat al departament de Maine i Loira i a la regió de País del Loira. L'any 2007 tenia 2.738 habitants.

## Demografia

### Població
El 2007 la població de fet de Villevêque era de 2.738 persones. Hi havia 979 famílies de les quals 187 eren unipersonals (72 homes vivint sols i 115 dones vivint soles), 330 parelles sense fills, 422 parelles amb fills i 40 famílies monoparentals amb fills.
La població ha evolucionat segons el següent gràfic:
Habitants censats

### Habitatges
El 2007 hi havia 1.081 habitatges, 997 eren l'habitatge principal de la família, 27 eren segones residències i 57 estaven desocupats. 994 eren cases i 79 eren apartaments. Dels 997 habitatges principals, 755 estaven ocupats pels seus propietaris, 228 estaven llogats i ocupats pels llogaters i 14 estaven cedits a títol gratuït; 7 tenien una cambra, 69 en tenien dues, 104 en tenien tres, 224 en tenien quatre i 593 en tenien cinc o més. 772 habitatges disposaven pel capbaix d'una plaça de pàrquing. A 379 habitatges hi havia un automòbil i a 568 n'hi havia dos o més.

### Piràmide de població
La piràmide de població per edats i sexe el 2009 era:
| Homes | Edats   | Dones |
| ----- | ------- | ----- |
| 0     | 95 o +  | 8     |
| 0     | 90 a 94 | 4     |
| 24    | 85 a 89 | 20    |
| 4     | 80 a 84 | 28    |
| 28    | 75 a 79 | 40    |
| 40    | 70 a 74 | 48    |
| 40    | 65 a 69 | 52    |
| 56    | 60 a 64 | 48    |
| 72    | 55 a 59 | 64    |
| 96    | 50 a 54 | 112   |
| 116   | 45 a 49 | 108   |
| 84    | 40 a 44 | 92    |
| 100   | 35 a 39 | 84    |
| 84    | 30 a 34 | 88    |
| 80    | 25 a 29 | 56    |
| 88    | 20 a 24 | 72    |
| 116   | 15 a 19 | 96    |
| 84    | 10 a 14 | 92    |
| 120   | 5 a 9   | 104   |
| 68    | 0 a 4   | 64    |

## Economia
El 2007 la població en edat de treballar era de 1.738 persones, 1.283 eren actives i 455 eren inactives. De les 1.283 persones actives 1.218 estaven ocupades (640 homes i 578 dones) i 65 estaven aturades (28 homes i 37 dones). De les 455 persones inactives 201 estaven jubilades, 175 estaven estudiant i 79 estaven classificades com a «altres inactius».

### Ingressos
El 2009 a Villevêque hi havia 1.043 unitats fiscals que integraven 2.840 persones, la mediana anual d'ingressos fiscals per persona era de 18.706 €.

### Activitats econòmiques
Dels 88 establiments que hi havia el 2007, 1 era d'una empresa alimentària, 6 d'empreses de fabricació d'altres productes industrials, 12 d'empreses de construcció, 19 d'empreses de comerç i reparació d'automòbils, 5 d'empreses de transport, 7 d'empreses d'hostatgeria i restauració, 5 d'empreses financeres, 2 d'empreses immobiliàries, 15 d'empreses de serveis, 10 d'entitats de l'administració pública i 6 d'empreses classificades com a «altres activitats de serveis».
Dels 20 establiments de servei als particulars que hi havia el 2009, 1 era una oficina de correu, 2 tallers de reparació d'automòbils i de material agrícola, 1 taller d'inspecció tècnica de vehicles, 1 autoescola, 5 guixaires pintors, 3 fusteries, 1 lampisteria, 1 electricista, 2 perruqueries, 2 restaurants i 1 agència immobiliària.
Dels 5 establiments comercials que hi havia el 2009, 1 era una fleca, 1 una carnisseria, 1 una botiga de roba, 1 una botiga d'equipament de la llar i 1 una botiga de mobles.
L'any 2000 a Villevêque hi havia 46 explotacions agrícoles que ocupaven un total de 1.333 hectàrees.

## Equipaments sanitaris i escolars
El 2009 hi havia 1 centre de salut i 1 farmàcia.
El 2009 hi havia 2 escoles elementals.

## Poblacions més properes
El següent diagrama mostra les poblacions més properes.